# ホレのおばさん

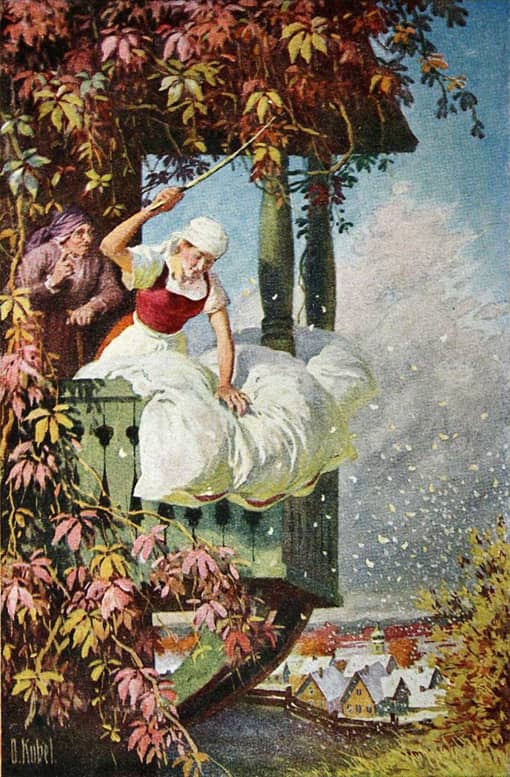
イラスト：オットー・クーベル

ホレのおばさん（Frau Holle）とは『グリム童話集』の童話の一編 (KHM24) である。「ホレおばさん」「ホレおばあさん」などと訳される場合もある。

## あらすじ
とある未亡人には2人の娘がおり、1人は醜く怠け者の実娘、もう1人は美しく働き者の継子だった。継母は美しい継子を快く思っていなかったため、常日頃から過酷な労働を科して虐待をしていた。
ある日、継子は糸巻きを井戸で洗っていたが、うっかり井戸の中に落としてしまう。糸巻きを落としたことを継母に告げると、「自分で取ってこい」と命令される。
継子は深い井戸から糸巻きを取る方法がわからず、思い余って井戸に身を投げ、そのまま気を失う。
ふと気がつくと、継子は美しい草原に立っていた。歩いていくうちに、焼き釜で焦げそうになっているパン、熟しきったりんごを救い、ホレおばさんの家へたどり着く。
ホレおばさんの家で奉公することになった継子は、羽布団をふるって寝床を直すなどの仕事をはじめる。
しばらくは幸せに奉公していたものの、家に帰りたくなった継子は、ホレおばさんに家が恋しくなったことを告げる。
するとそれを聞いたホレおばさんは継子が落とした糸巻きを返し、更に真面目に奉公した褒美として、継子の身体を黄金で包ませて家に帰す。
大金持ちになって帰ってきた継子に嫉妬した継母は、同じ幸せを実娘にも授けたいと考え、実娘もホレおばさんのところへ行かせることにする。
しかし、怠け者で心の曲がった娘は、パンもりんごも助けず、ホレおばさんの家へ一直線に行く。
さらにはホレおばさんの家でも怠けて寝床をきちんと直さなかったため、その罰として、死ぬまで取れないピッチ（コールタール）を全身にかけられて家に帰される。

## ホレおばさんの寝床
この物語の出どころであるドイツ・ヘッセン地方では、雪が降ることを「ホレおばさんが寝床を直している」と言うが、これは、寝床を直すときに振るった布団から詰め物の羽が飛ぶ様子が雪に似ているためである。